# SBA Communications
SBA Communications est une entreprise de gestion des antennes de télécommunications. Elle est basée en Floride à Boca Raton.